# 万金聖母聖殿

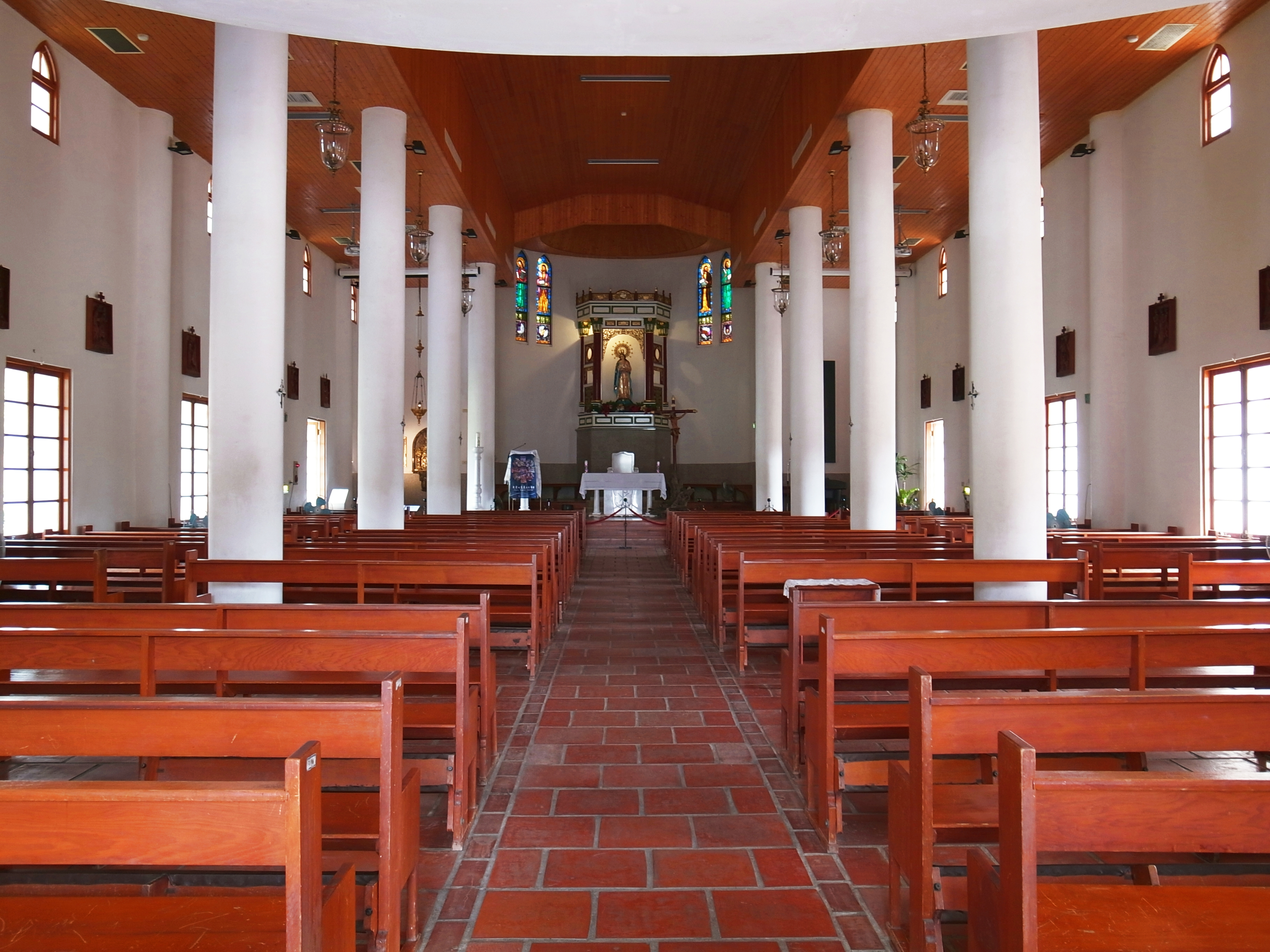
万金聖母聖殿内部

万金聖母聖殿（ばんきんせいぼせいでん、中国語: 萬金聖母聖殿）は、台湾 屏東県万巒郷万金村に位置し、カトリック高雄教区に所属する教会ならびにその聖堂である。台湾に2つあるバシリカのうちの1つで、台湾で現有最古の教会建築である。ドミニコ会により教会は建設・運営され、敷地内には同会修道院がある。

## 沿革
- 1861年 - スペイン人ドミニコ会士フェルナンド・サインス（スペイン語: Fernando Sainz, 中国語: 郭德剛）師が高雄の前金から万金に通い布教する。
- 1863年 - 初代聖堂を建設。
- 1865年 - 南部大地震で聖堂が破壊される。神父と信徒の協力により修復。
- 1869年 - 現聖堂を建設開始。
- 1870年 - 現聖堂が完成、献堂される。
- 1874年 - 沈葆楨が皇帝に宣教への支持を願う。同治帝は「奉旨」および「天主堂」の文字が彫刻された石板を下賜し、それぞれ聖堂正面の切妻と出入口の上の横木に嵌めこむ。
- 1984年 - 教皇ヨハネ・パウロ2世により、聖堂がバシリカにあげられる。
- 2001年 - 鐘楼を修復。
- 2013年 - 政府内政部主催の「台湾宗教百景」[1]に国民投票により選出される。